# Can Quimet (Bigues)
Can Quimet és una masia del poble de Bigues, en el terme municipal de Bigues i Riells, a la comarca catalana del Vallès Oriental.
Es troba en el sector central-oriental del terme municipal, a l'esquerra del Tenes, al nord-oest del Polígon Industrial Can Barri, al nord de Can Flixeret i al sud-est de Can Coromines.
Està inclosa en el Catàleg de masies i cases rurals de Bigues i Riells.